# Květa Legátová
Květa Legátová, nom de plume de Věra Hofmanová, née le 3 novembre 1919 à Podolí (district de Brno-Campagne) et morte le 22 décembre 2012  à Brno, est une écrivaine tchèque.

## Biographie
Après des études de langues tchèque et allemande, interrompues par la Deuxième Guerre mondiale et achevées en 1947, Vera Hofmanova étudie encore les mathématiques et la physique à la faculté de pédagogie à Brno. Considérée comme un cas « problématique » par le régime communiste, elle s'en va enseigner à la campagne et, pendant quelque temps, elle est institutrice à l'école de Starý Hrozenkov en Moravie. Cette période de sa vie la marque profondément. Elle lui fournira la matière pour dans ses nouvelles dresser des portraits des gens de la campagne, « haut en couleur et pleins de vie. »
Sous le pseudonyme Vera Podhorna, elle signe, en 1957, un recueil de contes intitulé Les esquisses et, en 1961, elle puble son roman Korda Dabrova qui fait parler de lui. 
A côté de son métier d'enseignante, elle écrit, entre 1963 et 1998, au moins 14 textes dramatiques pour la radio et 2 pièces pour la télévision. Elle connaît le succès avec ses romans Zelary, qui obtient le prix d'Etat de littérature, et La Belle de Joza. Zelary est un recueil de neuf nouvelles situées dans un village reculé dans le massif des Beskides en Moravie du nord-est, dans les années 1920 et 1930, pendant la période de la Première république tchécoslovaque.
Ses romans Želary et Jozova Hanule ont été adaptés au cinéma en 2003 par Ondřej Trojan sous le titre Želary. Le film, tiré des deux ouvrages, nommé aux Oscars en 2004, confirme cette consécration tardive.

## Œuvres
- Korda Dabrová (1961)
- Želary (2001)traduit en français sous le titre Ceux de Želary par Christine Laferrière, Lausanne, Suisse, Éditions Noir sur Blanc, 2010, 379 p.  (ISBN 978-2-88250-227-8)
- Jozova Hanule (2002)traduit en français sous le titre La Belle de Joza par Eurydice Antolin, avec le concours de Hana Aubry, Lausanne, Suisse, Éditions Noir sur Blanc, 2007, 142 p.  (ISBN 978-2-88250-201-8)
- Návraty do Želar (2005)
- Nic není tak prosté (2006)